# Primula cusickiana
Primula cusickiana är en viveväxtart som först beskrevs av Samuel Frederick Gray, och fick sitt nu gällande namn av Samuel Frederick Gray. Primula cusickiana ingår i släktet vivor, och familjen viveväxter.

## Underarter
Arten delas in i följande underarter:
- P. c. domensis
- P. c. maguirei
- P. c. nevadensis